# ロードレース世界選手権の沿革
ロードレース世界選手権の沿革（ロードレースせかいせんしゅけんのえんかく）では、ロードレース世界選手権（WGP/MotoGP）の沿革などについて書き記す。

## 沿革

### ロードレース世界選手権開幕 (1949年)
1904年 - FIMの前身FICMが発足
FIMの前身組織であるFICMが1904年に発足する。
1912年 - FICMが再発足
FICMが1912年に再発足する。
1948年 - FICMがロードレース世界選手権開催を議決
FICMがヨーロッパ各国で行われていたロードレースを世界選手権化することを議決し、1949年からロードレース世界選手権開催が決定する。
1949年 - ロードレース世界選手権開幕
FIMが発足し、ロードレース世界選手権（WGP）が開幕する。今シーズンのWGP開催国は次の6ヶ国である。イギリスGP/マン島TT（マウンテン・コース）、スイスGP（ブレガルテン）、オランダGP/ダッチTT（アッセン）、ベルギーGP（スパ・フランコルシャン）、アルスターGP（アルスター、ダンドロッド）、イタリアGP（モンツァ）。レースはエンジン排気量別に次の4クラスに分けて行われる -- 500cc、350cc、250cc、125cc。主なレギュレーションは、自然吸気エンジンとし、過給機の使用は禁止される。第二次世界大戦前のロードレースではメーカー間の高速化競争が激しく、そのような事態が再び起こることを抑制するために過給機を禁止した。また、マシンにはネイキッド・バイクもあるが、AJSのようにステアリングヘッドのトップブリッジに小さなスクリーンを装備したマシンもある。このような小さなスクリーンは1937年のノートンで既に使用されている。
1950年 -
1951年 -
1952年 -
1953年 - BMWがロードレース世界選手権に復帰
BMWがWGPに復帰するが、そのバイクはフルカウルを装備していた。
1954年 - ノートンが撤退を発表、本田宗一郎がマン島TTレースを視察
ノートンが今シーズンを最後にワークス活動を停止し、また、フルカウル（ストリームライニング）に反対する声明を発表する。今シーズンは、各メーカーはマシンにフルカウルやハーフカウルを装備するようになる。
| フルカウル | ハーフカウル |
| ---------- | ------------ |
|            |              |

 
本田宗一郎が3月にマン島TTレース（イギリスGP）出場宣言し、6月にマン島TTレースを視察する。
1955年 -
1956年 - ジョン・サーティース 500ccクラス世界チャンピオン、鈴木俊三 ヨーロッパ視察

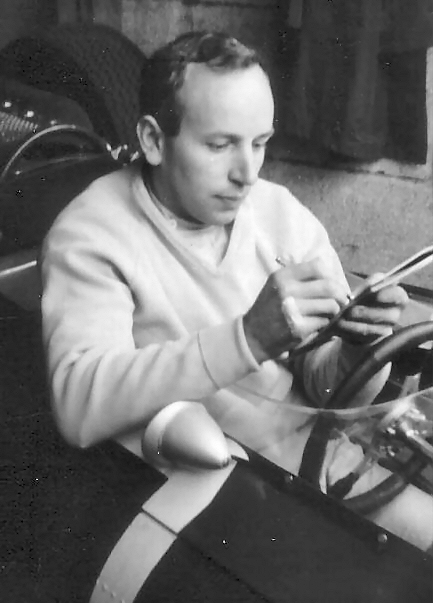
ジョン・サーティース（1964年）

ジョン・サーティース（MVアグスタ）が500ccクラスの世界チャンピオンになる。サーティースにとって初めての500ccクラスタイトルの獲得である。その後もMVアグスタを駆り、1958年から1960年の3シーズンを連覇し、500ccクラスで4度世界チャンピオンになり、そして1964年には4輪のF1世界選手権でもフェラーリを駆って世界チャンピオンになる。
 
スズキの鈴木俊三専務（後の2代目社長）がバイク業界の視察団長としてヨーロッパを視察する。
1957年 - 主要メーカーが撤退を発表
今シーズンを最後に、モト・グッツィ、ジレラ、AJS、ベロセット、マチレスなどがワークス活動を停止した。
1958年 - フルカウル禁止、500ccクラス MVアグスタの17連覇開始、ホンダの荒川テストコース完成
今シーズンからカウリング形状としてフルカウルが禁止となり、ハーフカウル（ドルフィン型）のみが承認されることになり、各チームはハーフカウルを採用する。フルカウルは、ストリームライニング（Streamlining）と呼ばれる前輪から後輪まで覆う形状をしており、空気抵抗は少なく、直線ではスピードが伸びるが、当時のブレーキの性能は、トップスピードからのフルブレーキングに耐える耐久性と制動力は十分なものではなく、そのためブレーキメーカーはブレーキライニングの材質の選定に緻密な計算を要した。ライダーも貧弱なブレーキ性能を補うためのライディングを編み出してマシンを走らせた。しかし、フルカウルは横風に弱く危険であり、また、当時のタコメーターの表示にはタイムラグがあったために実際のエンジン回転数とタコメーター表示が一致しておらず、その上風圧も受けないためにライダーのスピード感覚が鈍ってしまい、常識では考えられない事故が多発するようになった。このため、FIMはフルカウルを禁止することにした。ハーフカウルは、前輪は覆わず、ハンドルやステアリングヘッド、エンジン、クランクケースなどを覆う。現在のGPマシンのカウリングがハーフカウルである。今シーズンからハーフカウルとなったため、平均速度は昨シーズンのフルカウル時代よりも落ちたが、その差は1km/hに満たなかった。初期には最高速度に挑戦するためのスピードブレーカーのようにマシンとライダーを覆ってしまう形状のカウリングも試作されたが、FIMがこの形状のカウリングの使用を禁止したため、レースでは使用されなかった。
 
500ccクラスでは、MVアグスタ（空冷DOHC直列4気筒）を駆るジョン・サーティースが2度目の世界チャンピオンになり、以後1974年まで500ccクラスのライダー選手権はMVアグスタを駆るライダーが制覇する。
 
ホンダの荒川テストコース（舗装路）が完成した。これによって舗装路でのマシン開発が可能になる。

### 日本メーカーの参戦 (1959年)
1959年 - ホンダがマン島TTレースに参戦
ホンダが日本メーカーとして初めてロードレース世界選手権に出場する。エントリーはイギリスGP（マン島TT）の125ccクラスで、RC141が2台、RC142が3台の合計5台。クリプス・コースを走り、RC141は1台が完走し、1台はリタイアする。RC142は3台完走してチーム優勝する。谷口尚巳が6位、田中楨助が8位、鈴木淳三が11位になる。
1960年 - ホンダが全11戦中6戦に参戦、スズキがマン島TTレースに参戦
ホンダが今シーズンから全11戦中6戦に参戦する。RC161で250ccクラスに、RC143で125ccクラスに参戦する。参戦した6戦は次の6GP -- イギリスGP/マン島TT（マウンテン・コース）、オランダGP/ダッチTT（アッセン）、ベルギーGP（スパ・フランコルシャン）、西ドイツGP（ソリチュード）、アルスターGP（アルスター、ダンドロッド）、イタリアGP（モンツァ）。昨シーズン（1959年）のイギリスGP/マン島TTでは、250ccクラスと125ccクラスのレースはクリプス・コースを使用したが、今シーズンは使用するコースがマウンテン・コースに変更されたので、ホンダはコース攻略のために昨シーズンの経験を活かすことができなかった。しかし、ホンダのライダーは250ccクラスで3人が、125ccクラスで5人がトップ10に入った。また、今シーズンのランキングは、250ccクラスでジム・レッドマンが4位、トム・フィリスが6位、高橋国光が7位となり、田中健二郎は西ドイツGPにおいて日本人で初めて表彰台に上がる（3位）。125ccクラスではジム・レッドマンがランキング7位なる。
 
スズキはイギリスGP/マン島TTのみにRT60で125ccクラスに参戦する。スズキがマン島TTに参戦する逸話として、当時のスズキの社長鈴木俊三が本田宗一郎に次のように言われたことが切っ掛けになったと伝えられている。「スズキさんもTTに出たらどうかね？」（本田宗一郎）その頃のスズキは舗装された自前のテストコースを持っていなかったので、ホンダのテストコース（荒川テストコース）を借用してマシンの開発にあたった。ホンダはテストコースを貸すだけでなく、宿泊施設や昼食の手配をしたり、光電管スピード測定器やホンダ工場内の溶接器まで貸すなどして、スズキに便宜をはかった。また、マン島までの輸送や税関手続き、タイヤなどの部品の善し悪しなどの助言も行った。この後、スズキは自前のテストコースを建設することになる。スズキはイギリスGP/マン島TTの125ccクラスで、15位、16位、18位になる。全車完走し、ブロンズレプリカ賞を獲得する。その後、スズキは2ストロークエンジンで250ccクラスに出場することを表明する。
 

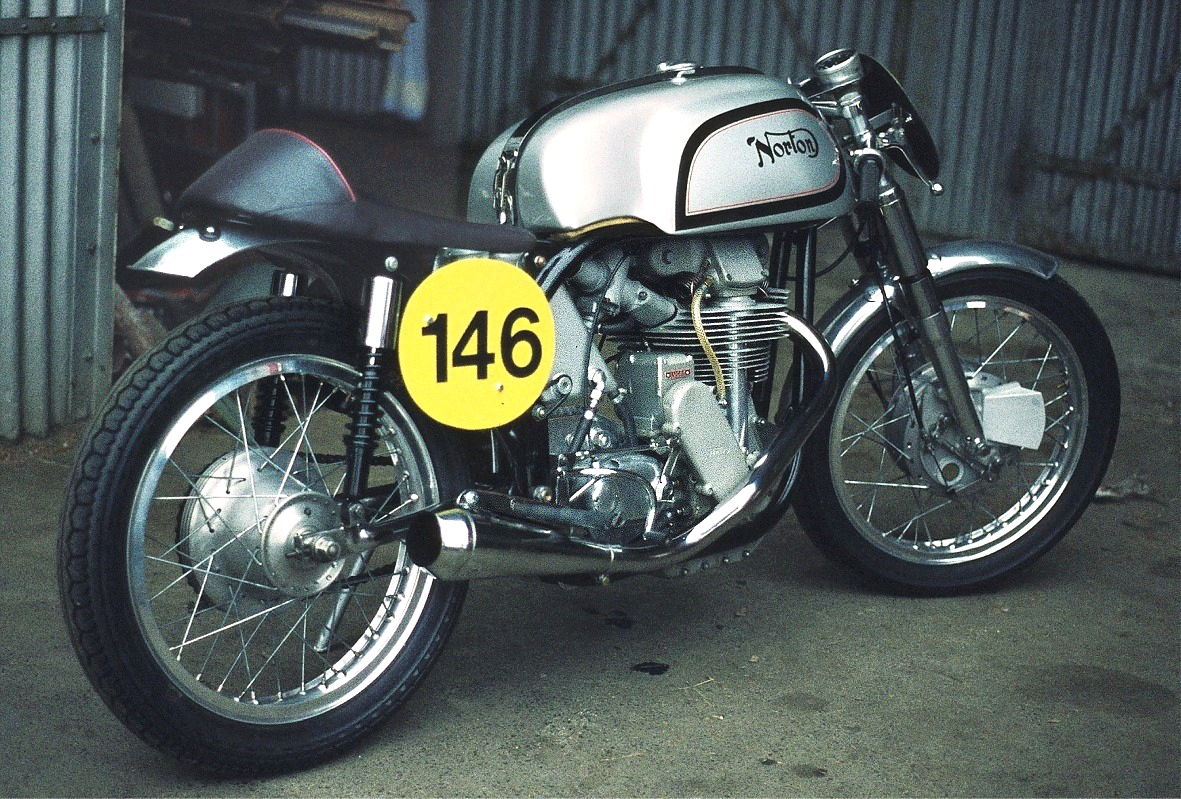
1954年型ノートン・マンクス（ジェフ・デュークがノートンでWGP500ccクラス世界チャンピオンになったのは1951年なので、写真のバイクはデュークのバイクではない。デュークは1954年シーズンはジレラを駆り、3回目のチャンピオンになった）

酒井文人（バイク雑誌『モーターサイクリスト』主宰者）は「日本のライダーを育てる何かをしてみたい」という考えから、引退しているジェフ・デュークを日本に招いた。デュークはノートン・マンクス（500cc単気筒）で華麗な走りを日本人に披露する。また、ホンダやヤマハ、スズキなどのメーカーを訪ずれて技術者やライダーたちと話したり、アマチュア・ライダーの集りであるクラブマンとも会合を持ち、ライディング技術など教授し、日本のロードレース幕開け期のライダーたちに大きな影響を与えた。
1961年 - MVアグスタがワークス活動を停止、ホンダとスズキが全戦参戦、ヤマハが第3戦から参戦、デグナーが亡命

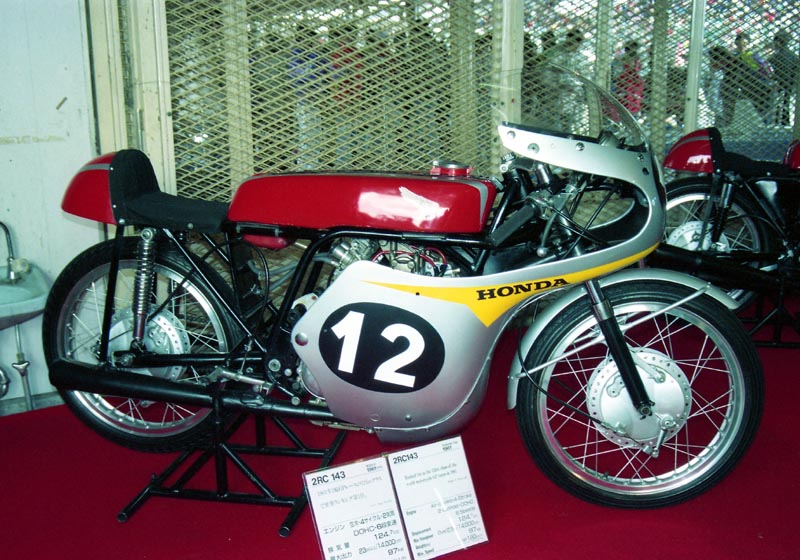
ホンダの125ccマシン 2RC143（1961年型）

1961年1月15日、MVアグスタが今シーズンからワークス活動を停止すると発表した。ワークス活動停止理由については様々な憶測がなされていたが、その中には「ホンダの猛襲から逃げた」というものまであった。MVアグスタはワークス活動停止の理由として1シーズンに開催されるレースの回数の多さを挙げている。1シーズン6戦に戻すように主張していたにもかかわらず、FIMが今シーズンから10戦に増やしたことを理由としている。当時の道路整備状況下でのトラックによるヨーロッパ各地への長距離移動を伴う転戦の大変さが背景にあると推察される。MVアグスタは、ワークス活動は停止するがプライベートライダーへの支援は続けることも表明している。また次のような言葉も残している。「私たちは2644回の優勝と36回のライダー選手権獲得、19回のメーカー選手権獲得を為し遂げた。この記録を打ち破るようなメーカーが現れたなら、その時は即座にワークス活動を再開する」（MVアグスタ）日本メーカーの動向は、今シーズンからホンダとスズキが250ccクラスと125ccクラスの全戦11戦に参戦する。そして、ヤマハも1961年に250ccクラスと125ccクラスに参戦することを発表し、第3戦フランスGP（クレルモン＝フェラン）からロードレース世界選手権（WGP）の一員になる。今シーズンの結果は、250ccクラスでは、ホンダRC162を駆るマイク・ヘイルウッドが第4戦イギリスGP/マン島TTでホンダの250ccに初勝利をもたらし、世界チャンピオンになる。また、高橋国光が第2戦西ドイツGP（ホッケンハイム）で優勝し、WGPで日本人が初めて優勝する。ホンダを駆る6人のライダーがランキング1位 - 5位、10位を占め、ヤマハを駆る伊藤史朗が9位になる。125ccクラスでは、ホンダを駆るトム・フィリスが第1戦スペインGP（モンジュイック）で優勝し、ホンダにWGP初勝利をもたらす。以後、トムはエルンスト・デグナー（MZ）と競り合い、2ポイント差で世界チャンピオンになる。ホンダを駆る6人のライダーがランキング1位、3位 - 6位、9位になる（6位のマイク・ヘイルウッドはEMCでも125ccクラスを走る）。ホンダは今シーズン、3種類のマシンを投入した。第1戦スペインGPではトム・フィリスは昨シーズン型（1960年型）のRC143を駆り優勝、第4戦イギリスGP/マン島TTではマイク・ヘイルウッドが今シーズン型のRC144を駆り優勝。しかし、RC144はエンジントラブルが多発したため、シーズン後半にRC143の後継機である2RC143を投入する。2RC143はRC144よりも活躍した。ホンダが第4戦イギリスGP/マン島TTの250ccクラスと125ccクラスの両クラスで優勝したことについて、本田宗一郎は次のように語っている。「私がオートバイを始めてから持ちつづけた《夢》、それは日本人の独創によってつくったマシンでレースに勝つことであった。（省略）。この勝利は本田技研の勝利でなく、日本の皆さんとともに喜んでいただくとともに、希望を与えたものだと深く感謝している」（本田宗一郎）今シーズンは、ホンダを駆るライダーが250ccクラスと125ccクラスで世界チャンピオンになり、ホンダに初めて世界タイトルをもたらす。マン島TTでの2クラス制覇はヨーロッパのバイク雑誌でも大きく取り上げられ、ホンダのエンジンは、「まるで時計のようだ」「独創的な設計、性能は極めて優秀」「ホンダはついに世界最高の製品にその名を連ねた」と評された。
 
また、第10戦スウェーデンGP終了後に衝撃的な事件が起きる。エルンスト・デグナー（東ドイツ）が西ドイツに亡命したのである。当時は東西冷戦の真っ只中であり、この事件はWGP関係者を驚かせた。そして、亡命が明らかになった1ヶ月後には東京のホテルに滞在しており、翌シーズンはスズキのワークスライダーとしてWGPを走ることになる。
1962年 - 50ccクラス開始、ホンダが3クラスで選手権獲得、ヤマハ撤退
350ccクラスでは、ジム・レッドマンが285ccエンジンを搭載するホンダRC170を駆って世界チャンピオンとなり、ホンダに初めて350ccクラスの世界タイトルをもたらした。ランキング2位もRC170を駆るトミー・ロブが獲得する。250ccクラスでは、ジム・レッドマンがホンダを駆り、世界チャンピオンになる。ランキング1位、2位、4位 - 9位がホンダを駆るライダーであった。9位のアルベルト・パガニは今シーズンはホンダのほかにアエルマッキも走らせた。125ccクラスでは、ルイジ・タベリがホンダを駆り、世界チャンピオンになる。ランキング1位 - 4位、6位がホンダを駆るライダーであった。スズキは、ヒュー・アンダーソンがランキング7位になる。今シーズンから50ccクラスのレースが開始。50ccクラスは既にヨーロッパ選手権として行われていた。50ccクラスにはホンダとスズキが参戦し、エルンスト・デグナーがスズキRM62を駆って世界チャンピオンになり、スズキに初めて世界タイトルをもたらす。今シーズンはホンダを駆るライダーが3クラス（350cc、250cc、125cc）で世界チャンピオンになり、またホンダはメーカー選手権を獲得する。
 
ヤマハ発動機は今シーズンは参戦しなかった。昨シーズン（1961年）の参戦で、MZとの性能の差を緊々と感じており、そのためにはマシンの開発により力を入れる必要があるのだが、ヤマハ発動機は大型スクーターSC1とモペットMF1の販売不振が影響して会社経営が苦境に立たされてそれどころではなく、そのため今シーズンの参戦を取り止めることにした。ただロードレース世界選手権（WGP）での戦績が販売に大きく影響することは心得ていたので、WGP用マシンの開発は今シーズンも続行した。
1963年 - 日本GP開催、ヤマハがワークス活動を再開

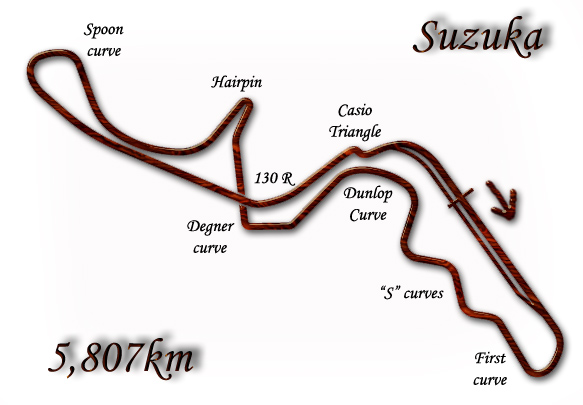
日本GPが開催された鈴鹿サーキット（コースは改修が何度か行われており、この図は1963年当時のコースとは多少異なる）

今シーズンは、日本で初めてロードレース世界選手権日本GPが昨年（1962年）完成した鈴鹿サーキットで開催された。日本GPはシーズン最終戦に組み込まれ、以後、1967年（富士スピードウェイ）まで開催されるが、500ccクラスは一度も開催されなかった。また、ヤマハ発動機がWGP活動を再開し、250ccクラスと125ccクラスに参戦する。今シーズンは、ヒュー・アンダーソンがスズキRT63を駆って125ccクラスの世界チャンピオンになり、スズキに初めて125ccクラスの世界タイトルをもたらす。また、伊藤光夫（スズキ）が第4戦イギリスGP/マン島TT50ccクラスで優勝し、日本人初のマン島TT優勝ライダーになる。
1964年 - ヤマハ 250ccクラス選手権獲得、スズキ 50ccクラス3年連続選手権獲得

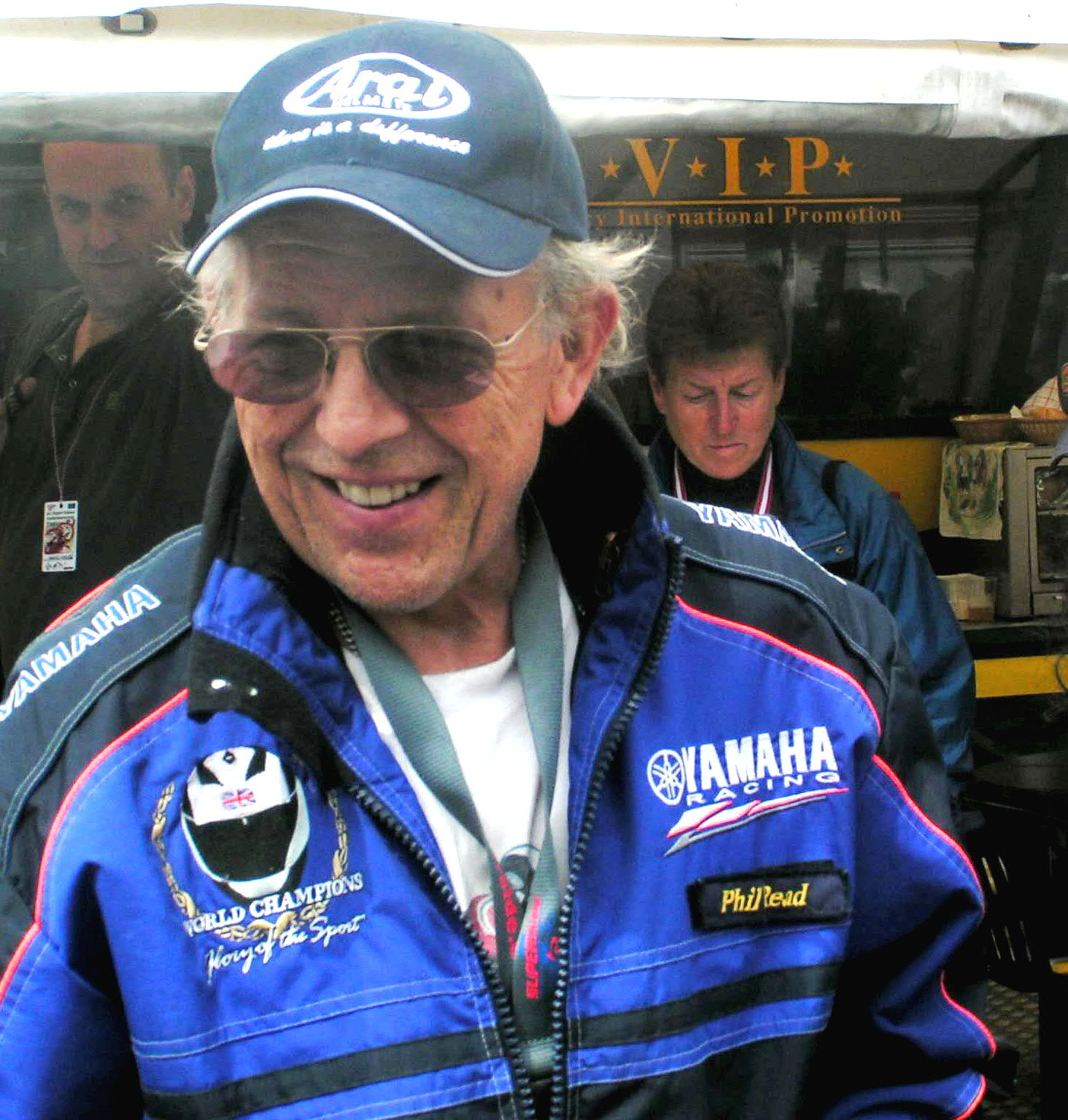
フィル・リード（2006年）

250ccクラスで、フィル・リードがヤマハを駆って世界チャンピオンになり、ヤマハ初の世界タイトルをもたらす。また、マイク・ダフとトミー・ロブもヤマハを駆って、それぞれランキング4位と9位になり、ヤマハ初のメーカー選手権を獲得する。50ccクラスでは、3年連続でスズキを駆るライダーが世界チャンピオンに、スズキも3年連続でメーカーチャンピオンになる。
1965年 - ヤマハ 250ccクラス2年連続選手権獲得、スズキ 125ccクラス3年連続メーカー選手権獲得、カワサキが日本GPで125ccマシンをテスト
250ccクラスでは、フィル・リード（ヤマハ）が世界チャンピオンに、マイク・ダフ（ヤマハ）がランキング2位になり、またヤマハは2年連続でメーカーチャンピオンになる。今シーズン、ヤマハは3種類のマシンを投入する。改良型のRD56ではホンダの猛追を振り切れないと判断したヤマハは、イタリアGP（モンツァ）で空冷V型4気筒エンジン搭載のRD05を、日本GP（鈴鹿）で水冷V型4気筒エンジン搭載のRD05をデビューさせるが、V4マシンの操縦性は良くなかった。125ccクラスでは、スズキが3年連続してメーカー選手権を獲得した。また、カワサキが日本GP（鈴鹿サーキット）で、空冷2気筒125ccマシンのテストを行った。
1966年 - ホンダ 500ccクラスのメーカー選手権シップ獲得、ホンダが日本GP（富士スピードウェイ）をボイコット

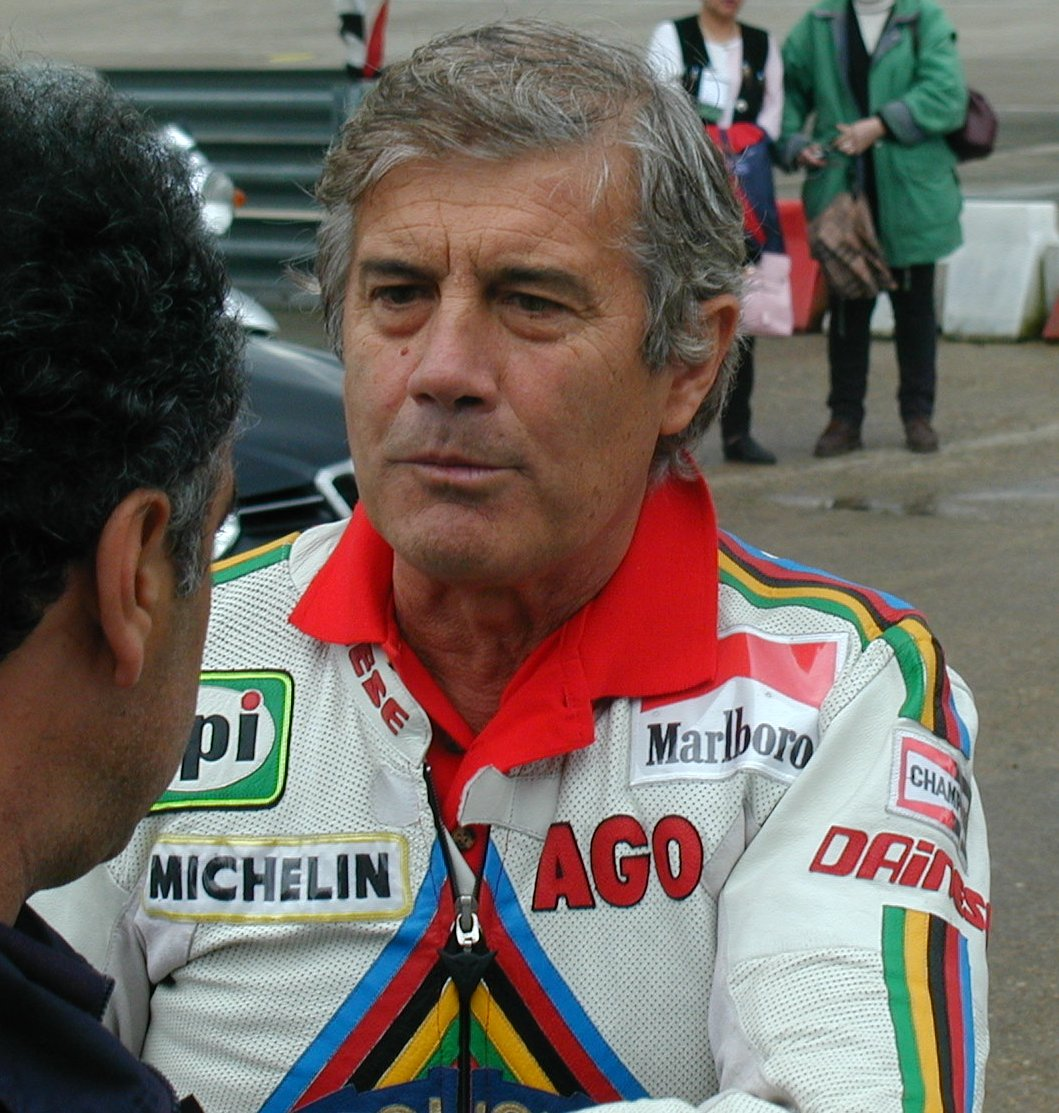
ジャコモ・アゴスチーニ（2003年）

500ccクラスにはホンダ（RC181）がマイク・ヘイルウッドとジム・レッドマンの2人体制で参戦する。500ccクラスでは、ジャコモ・アゴスチーニ（MVアグスタ500-TRIPLE、優勝3回）が世界チャンピオンに、マイク・ヘイルウッド（ホンダ、優勝3回）がランキング2位に、ジム・レッドマン（ホンダ、優勝2回）がランキング5位になる。また、ホンダはメーカーチャンピオンになる。
 
選手権のポイント制度
1950年から1968年までの期間に採用していたポイント制度では、各レースの上位6人のライダーにポイントが与えられ、1位 8ポイント、2位 6ポイント、3位 4ポイント、4位 3ポイント、5位 2ポイント、6位 1ポイント、である。
 
500ccクラスの選手権の有効ポイント
1958年から1968年までの期間に採用していたポイント制度では、1966年の場合、500ccクラスは9戦あり、世界チャンピオンを争う上で有効ポイントとして加算されるのは9戦のうち5戦で獲得したポイントである。
 
500ccクラスのライダー選手権では、ジャコモ・アゴスチーニ（MVアグスタ）が獲得したポイントは第1戦から第9戦までの9戦で「6 - 6 - 8 - 0 - 6 - 8 - 6 - 6 - 8」（総計54ポイント）となり、有効ポイントは36。マイク・ヘイルウッド（ホンダ）は「0 - 0 - 0 - 0 - 8 - 6 - 8 - 8 - 0」（総計30ポイント）となり、有効ポイントは30。ジム・レッドマン（ホンダ）は「8 - 8 - 0 - 0 - 0 - 0 - 0 - 0 - 0」（合計16ポイント）となり、有効ポイントは16。よって、世界チャンピオンはアゴスチーニになる。
 
メーカーチャンピオンシップは、レースにおいて同一メーカーのバイクに乗る1人あるいは複数のライダーのうち最も高いポイントを獲得したライダーのポイントをメーカーが獲得したポイントとして加算し、選手権を競う。今シーズンの500ccクラスの場合、MVアグスタを駆るライダーはジャコモ・アゴスチーニ1人だったので、アゴスチーニの有効ポイントがそのままMVアグスタの有効ポイントとなり36である。一方、ホンダはマイク・ヘイルウッドとジム・レッドマンの2人のライダーが参戦していたので、ホンダの獲得ポイントは「8 - 8 - 0 - 0 - 8 - 6 - 8 - 8 - 0」（第1戦と第2戦はレッドマンが、第5戦と第7戦、第8戦はヘイルウッドが獲得したポイント）となり、ホンダの有効ポイントは40。よって、メーカーチャンピオンはホンダになる。これによってホンダは今までのロードレース世界選手権の活動において、4クラス（500cc、350cc、250cc、125cc）のメーカー選手権を獲得した。
 

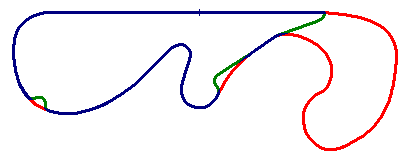
富士スピードウェイ（右側の赤線のコースに30度バンクがある）

ホンダが今シーズンの日本GP（富士スピードウェイ）をボイコット
ホンダが富士スピードウェイで開催された日本GPをボイコットした。理由は、富士スピードウェイの30度バンクが危険過ぎる、というものである。ホンダは今シーズンは日本GPの前に行われたイタリアGP（モンツァ）で全クラス（500cc、350cc、250cc、125cc、50cc）のメーカー選手権を獲得していた。ホンダのボイコットは問題になった。サーキットの危険性を理由にするならば、モンツァのバンクや公道サーキットもあるヨーロッパのサーキットの危険性は問題はないのか、ということもあり、ホンダは非難を浴びることになった。しかし、富士スピードウェイの30度バンクはヨーロッパのライダーたちからも「怖い」と言われ、また1967年の時点では30度バンクの路面の状態が悪く、1967年の日本GP（富士スピードウェイ）では、30度バンクを使わないショートコースで行われた。
 
鈴鹿サーキットが抱える中立性の問題
鈴鹿サーキットは本田技研工業のグループ企業であるホンダランドが運営するサーキットである。そのためホンダ以外のメーカーが鈴鹿サーキットで練習を希望してもホンダが優先されることがあり、また鈴鹿サーキットの使用料が高額なこともあって、中立性を重視した日本モーターサイクルスポーツ協会（MFJ）は富士スピードウェイで日本GPを開催することにした。
1967年 - 1960年代最後の日本GP開催、ホンダがワークス活動を一部停止
1967年に富士スピードウェイで開催された日本GPが、1960年代に日本で開催された最後のロードレース世界選手権（WGP）になる。また、ホンダは今シーズンから125ccクラスと50ccクラスでのワークス活動を停止し、500ccクラスと350ccクラス、250ccクラスへの参戦になる。500ccクラスでは、ジャコモ・アゴスチーニ（MVアグスタ）が世界チャンピオンになり、マイク・ヘイルウッド（ホンダ）がランキング2位になる。今シーズンの500ccクラスで優勝したのはこの2人だけである。350ccクラスでは、マイク・ヘイルウッド（ホンダ）が世界チャンピオンに、ラルフ・ブライアンズ（ホンダ）がランキング3位になる。250ccクラスでは、マイク・ヘイルウッド（ホンダ）が世界チャンピオンになり、ラルフ・ブライアンズ（ホンダ）がランキング4位、フィル・リード（ヤマハ）が2位、ビル・アイビー（ヤマハ）が3位になる。メーカー選手権もホンダが獲得する。ホンダが抜けた125ccクラスでは、ビル・アイビー（ヤマハ）が世界チャンピオンに、フィル・リード（ヤマハ）がランキング2位になり、またヤマハは初めて125ccクラスのメーカーチャンピオンになる。50ccクラスでは、ハンス=ゲオルグ・アンシャイント（スズキ）が世界チャンピオンに、片山義美（スズキ）がランキング2位、スチュアート・グラハム（スズキ）が3位になり、スズキが圧勝する。

 
選手権のポイント制度
1950年から1968年までの期間に採用していたポイント制度では、各レースの上位6人のライダーにポイントが与えられ、1位 8ポイント、2位 6ポイント、3位 4ポイント、4位 3ポイント、5位 2ポイント、6位 1ポイント、である。

 
500ccクラスの選手権の有効ポイント
1958年から1968年までの期間に採用していたポイント制度では有効ポイント制が採用されており、1967年の500ccクラスの場合はレースは10戦あり、世界チャンピオンを争う上で有効ポイントとして加算されるのは10戦のうち6戦で獲得したポイントである。
 
500ccクラスのライダー選手権では、ジャコモ・アゴスチーニ（MVアグスタ）が獲得したポイントは第1戦から第10戦までの10戦で「8 - 0 - 6 - 8 - 8 - 6 - 8 - 0 - 8 - 6」（総計58ポイント）となり、有効ポイントは46、優勝回数は5回、2位入賞は3回。マイク・ヘイルウッド（ホンダ）が獲得したポイントは「0 - 8 - 8 - 6 - 0 - 8 - 0 - 8 - 6 - 8」（総計52ポイント）となり、有効ポイントは46、優勝回数は5回、2位入賞は2回。アゴスチーニとヘイルウッドの有効ポイントと優勝回数が同じなので、2位入賞回数が多いアゴスチーニが世界チャンピオンになる。

 
250ccクラスの選手権の有効ポイント
1967年の250ccクラスの場合はレースは13戦あり、世界チャンピオンを争う上で有効ポイントとして加算されるのは13戦のうち7戦で獲得したポイントである。
 
250ccクラスのライダー選手権では、マイク・ヘイルウッド（ホンダ）が獲得したポイントは第1戦から第13戦までの13戦で「0 - 0 - 4 - 8 - 8 - 6 - 0 - 4 - 8 - 8 - 0 - 8 - 0」（総計54ポイント）となり、有効ポイントは50、優勝回数は5回。フィル・リード（ヤマハ）が獲得したポイントは「8 - 6 - 6 - 6 - 0 - 0 - 8 - 8 - 0 - 0 - 8 - 6 - 0」（総計56ポイント）となり、有効ポイントは50、優勝回数は4回。ヘイルウッドとリードの有効ポイントが同ポイントのため、世界チャンピオンの決定は10月末に開催されるFIMの総会まで持ち越され、その結果、優勝回数が多いヘイルウッドが世界チャンピオンになる。メーカー選手権に影響を与える他のライダーが獲得したポイントは次のとおり -- ビル・アイビー（ヤマハ）が「0 - 0 - 8 - 0 - 6 - 8 - 6 - 6 - 6 - 4 - 6 - 0 - 1」（総計51ポイント）で有効ポイントは46となり、ランキング3位。ラルフ・ブライアンズ（ホンダ）が「6 - 8 - 3 - 4 - 4 - 4 - 4 - 3 - 0 - 6 - 4 - 4 - 8」（総計58ポイント）で有効ポイントは40となり、4位。本橋明泰（ヤマハ）が「0 - 0 - 0 - 0 - 0 - 0 - 0 - 0 - 0 - 0 - 0 - 0 - 6」（総計6ポイント）で有効ポイントは6となり、9位。
 
メーカーチャンピオンシップは、レースにおいて同一メーカーのバイクに乗る1人あるいは複数のライダーのうち最も高いポイントを獲得したライダーのポイントをメーカーが獲得したポイントとして加算し、選手権を競う。今シーズンの250ccクラスの場合は、ホンダを駆るライダーはマイク・ヘイルウッドとラルフ・ブライアンズの2人、ヤマハを駆るライダーはフィル・リードとビル・アイビー、本橋明泰の3人。ホンダの獲得ポイントは「6 - 8 - 4 - 8 - 8 - 6 - 4 - 4 - 8 - 8 - 4 - 8 - 8」（第2戦と第13戦がブライアンズ、第4戦と第5戦、第9戦、第10戦、第12戦がヘイルウッド）となり、ホンダの有効ポイントは56。ヤマハの獲得ポイントは「8 - 6 - 8 - 6 - 8 - 8 - 8 - 8 - 6 - 4 - 8 - 6 - 6」（第1戦と第6戦、第7戦、第10戦がリード、第3戦と第6戦がアイビー、第13戦が本橋）となり、ヤマハの有効ポイントは54。よって、メーカーチャンピオンはホンダになる。
 
黄禍論出現

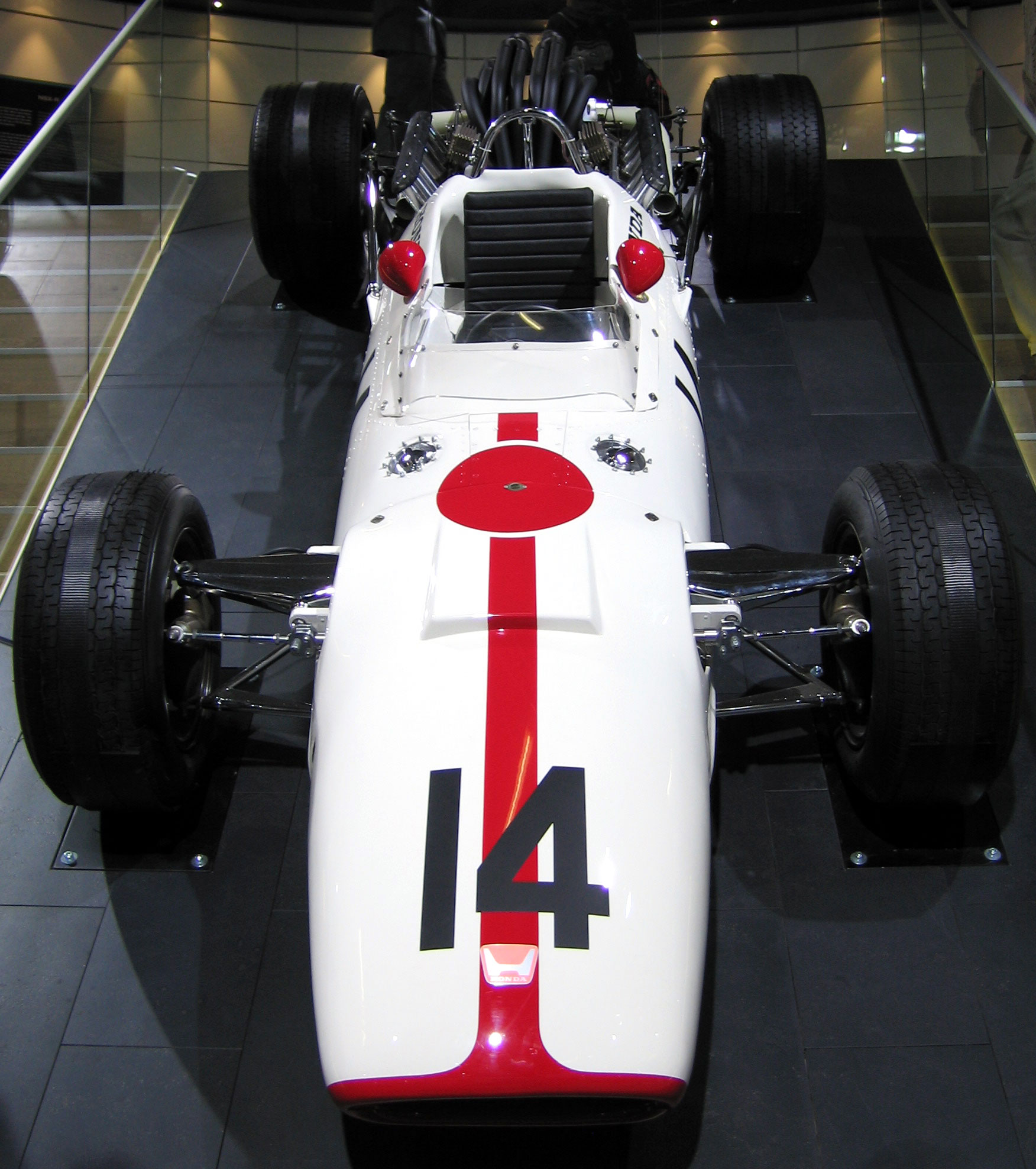
ホンダ/ローラ RA300（1967年型）

1961年にはヨーロッパの人々からも称賛されたホンダであるが、日本の3メーカー（ホンダ、スズキ、ヤマハ）のマシンが常勝するようになると状況が変わり、ヨーロッパではこの状況を「黄禍」と報じるメディアまで現れる。WGPからF1に転じたイギリス人ジョン・サーティースが1967年のイタリアGPでホンダ/ローラ（イギリス）のマシンを駆って優勝したときには「日本のマシンが勝った」と言われ、ヨーロッパの人々は快く思わなかった。
1968年 - ホンダとスズキがワークス活動を停止
ホンダとスズキが今シーズンからワークス活動を停止した。250ccクラスではヤマハのライダー同士の接戦になりフィル・リードが世界チャンピオンになる。
 
選手権のポイント制度
1950年から1968年までの期間に採用していたポイント制度では、各レースの上位6人のライダーにポイントが与えられ、1位 8ポイント、2位 6ポイント、3位 4ポイント、4位 3ポイント、5位 2ポイント、6位 1ポイント、である。
 
250ccクラスの選手権の有効ポイント
1968年の250ccクラスの場合はレースは10戦あり、世界チャンピオンを争う上で有効ポイントとして加算されるのは10戦のうち6戦で獲得したポイントである。
 
250ccクラスのライダー選手権では、フィル・リード（ヤマハ）が獲得したポイントは第1戦から第10戦までの10戦で「0 - 8 - 0 - 6 - 8 - 6 - 8 - 8 - 0 - 8」（総計ポイント52）となり、有効ポイントは46、優勝回数は5回。ビル・アイビー（ヤマハ）が獲得したポイントは「8 - 0 - 8 - 8 - 0 - 8 - 6 - 0 - 8 - 6」（総計ポイント52）となり、有効ポイントは46、優勝回数は5回。二人とも同ポイントで優勝回数も同じだったため、ベスト・フォー・レースの合計タイムが速い方をチャンピオンとすることになり、リードがアイビーよりも2分05秒3 速く、リードが世界チャンピオンになる。

### 新レギュレーションによる幕開け (1969年)
1969年 - FIMがレギュレーションを変更気筒数と段数を制限）、カワサキが125ccクラスに参戦、ヤマハがワークス活動を停止

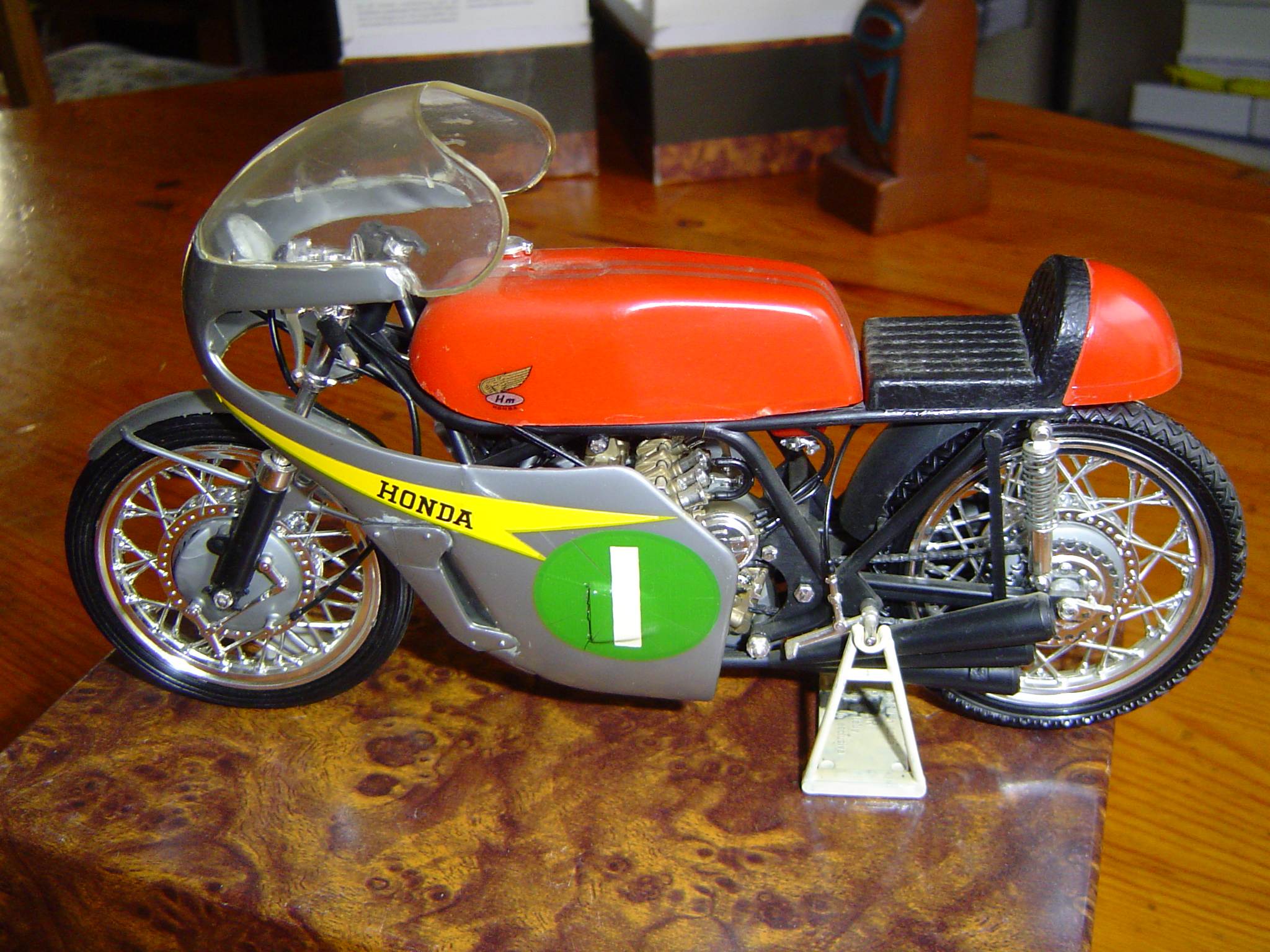
ホンダRC165（250cc空冷6気筒エンジン・ミッション7段、1964年型）

1969年にFIMはレギュレーションを変更した。それまで日本のメーカーは膨大な開発費と開発要員を投入してGPマシンを製作してレースに参戦していたが、日本のメーカーについていける外国のメーカーがMVアグスタぐらいでほとんどなく、レースではいつも日本車がトップ争いを演じており、面白味に欠けていた。その打開策として、開発費を抑えるために、FIMはエンジン気筒数とミッション段数を制限することにした。新レギュレーションの内容は次のとおり -- エンジンは、50ccクラスは単気筒、250ccクラス以下は2気筒以下、500ccクラス以下は4気筒以下、ミッションは全クラス6段以下。
 
今シーズンからヤマハがワークス活動を停止した。ホンダとスズキは昨シーズンから既にワークス活動を停止している。膨大な資金を投入して開発したワークスマシンが走らないレースは物足りないもので、観客数が減少してしまった。このような状況は日本のワークスチームがロードレース世界選手権に復帰するまで続く。
 
250ccクラスではケル・キャラザースがベネリ（4ストロークエンジン）を駆って世界チャンピオンになる。今シーズンは4ストローク・マシンが世界タイトルを獲得した最後のシーズンとなった。また、ケント・アンダーソンらがプライベートチームとして市販ロードレーサー・ヤマハTD2（250cc）を購入して参戦した。
 
一方、カワサキのワークスマシンが今シーズンから125ccクラスに参戦。デイブ・シモンズがプライベートチームとしてカワサキKA-1スペシャルを駆り、全11戦中8勝し、世界チャンピオンになる。カワサキにとって初の世界タイトル獲得である。カワサキは1965年と1967年の日本GPの125ccに出走し、また1966年にはブランズハッチ（イギリス）において海外初挑戦を果している。KA-1スペシャルは、1966年用に開発されたマシンで、ギアボックスは10段であったが、1969年のレギュレーションに合わせて6段に変更されている。カワサキは旧レギュレーションに合わせて、水冷V型4気筒125ccエンジンを搭載したKA-2を1967年の日本GP（富士スピードウェイ）で走らせ、V4エンジンの開発を続けていたのだが、今シーズンから新レギュレーションになり、125ccクラスのエンジンは2気筒以下となったため、2気筒エンジンのマシンを復活させた。
1970年 -
1971年 -
1972年 -
1973年 -
1974年 - ヤマハが4クラスでメーカーチャンピオンを獲得
ヤマハが4クラス（500cc、350cc、250cc、125cc）でメーカーチャンピオンを獲得する。500ccクラスでは、フィル・リード（MVアグスタ）が世界チャンピオンに、フランコ・ボネラ（MVアグスタ）がランキング2位になる。またランキングトップ10のうち6台がヤマハ、2台がスズキのマシンであった。350ccクラスは、ジャコモ・アゴスチーニ（ヤマハ）が世界チャンピオンになり、ランキング10位のうち9台をヤマハが占める。残りの1台はウォルター・ビラが駆るハーレーダビッドソン（アエルマッキ）。250ccクラスは、ウォルター・ビラ（ハーレーダビッドソン/アエルマッキ）が世界チャンピオンに、ミッシェル・ルジェリエ（ハーレーダッビソン/アエルマッキ）がランキング9位になる。ランキングトップ10の残りの8台はヤマハが占める。125ccクラスは、ケント・アンダーソン（ヤマハ）が世界チャンピオンになる。ランキング2位と6位もヤマハが獲得する。50ccクラスは、クライドラーがライダー選手権とメーカー選手権を獲得する。
1975年 - ヤマハが500ccクラスのライダー選手権を獲得
ジャコモ・アゴスチーニが2ストロークのヤマハ YZR500を駆って500ccクラスの世界チャンピオンになり、ヤマハのマシンが初めて500ccクラスのライダー選手権を獲得。1958年から1974年まで17年間続いていたMVアグスタ（イタリア）の連勝が止まり、以後日本車を駆るライダーが500ccクラスの世界選手権を獲得し続ける。
1976年 - バリー・シーンが500ccクラス世界チャンピオン獲得

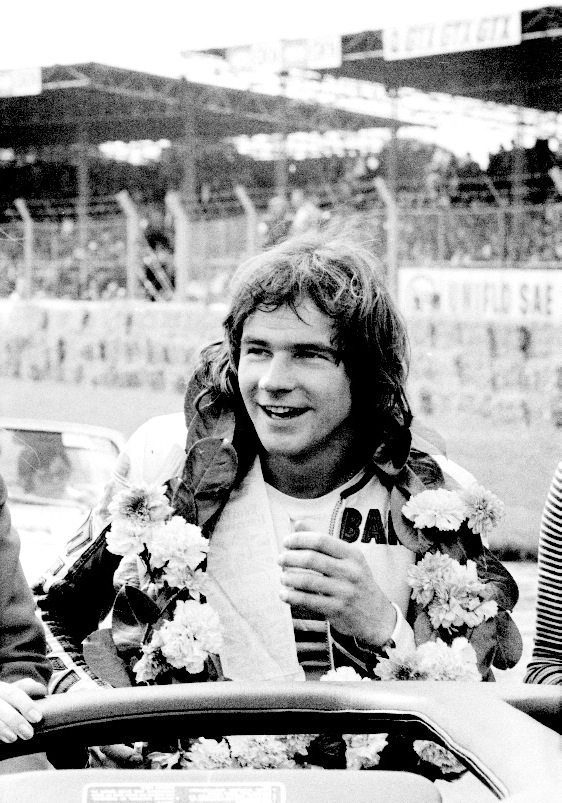
バリー・シーン（1975年）

500ccクラスで、バリー・シーンがスズキ XR14 RG500を駆って世界チャンピオンになる。シーンにとってもスズキのマシンにとっても500ccクラス初のライダー選手権獲得である。
1977年 - 片山敬済 350ccクラス世界チャンピオン獲得、バリー・シーンが2連続500ccクラス世界チャンピオン獲得
500ccクラスでは、バリー・シーン（スズキ XR14 RG500）が昨シーズンに続き世界チャンピオンになる。350ccクラスでは、片山敬済が2気筒エンジンTZ350（ヤマハ発動機）と3気筒エンジンTZ350（ヤマハモーターNV）をサーキットの特徴に合わせて使い分け、日本人初の世界チャンピオンになる。

### アメリカ人ライダーの躍進 (1978年)
1978年 - ケニーロバーツ 500ccクラス初参戦で世界チャンピオン獲得

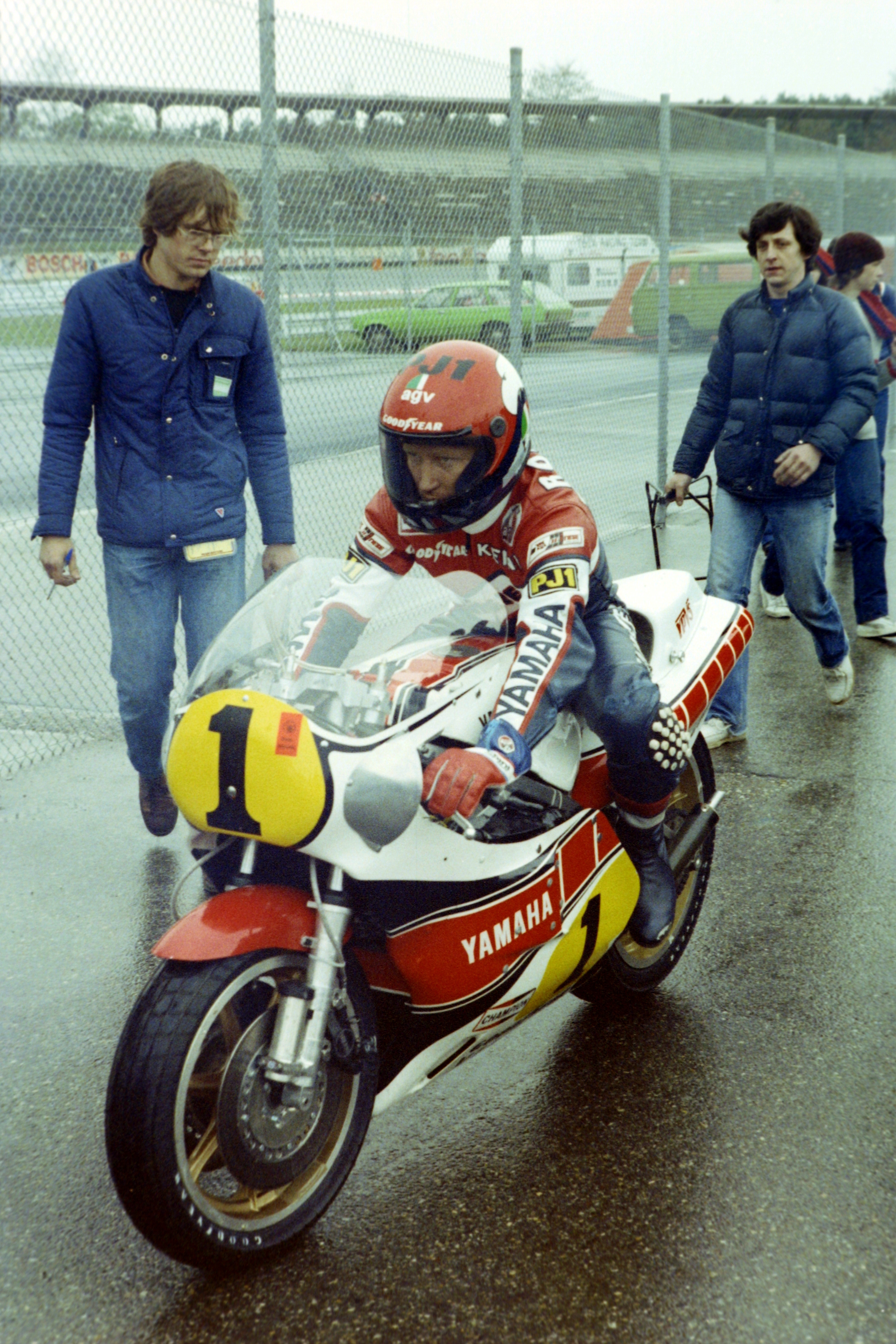
ケニー・ロバーツ（1981年、ホッケンハイム）

500ccクラスでは、アメリカ人ライダー ケニー・ロバーツがヤマハYZR500をハングオフという乗り方で操り、500ccクラス初参戦で世界チャンピオンになる。
1979年 - ホンダがWGPに復帰
ホンダがNR500（4ストローク）でイギリスGP（シルバーストーン）からWGPに復帰。
1980年 - ケニー・ロバーツ 500ccクラス3年連続チャンピオン獲得、ケニー・ロバーツ ワールドシリーズ構想を発表

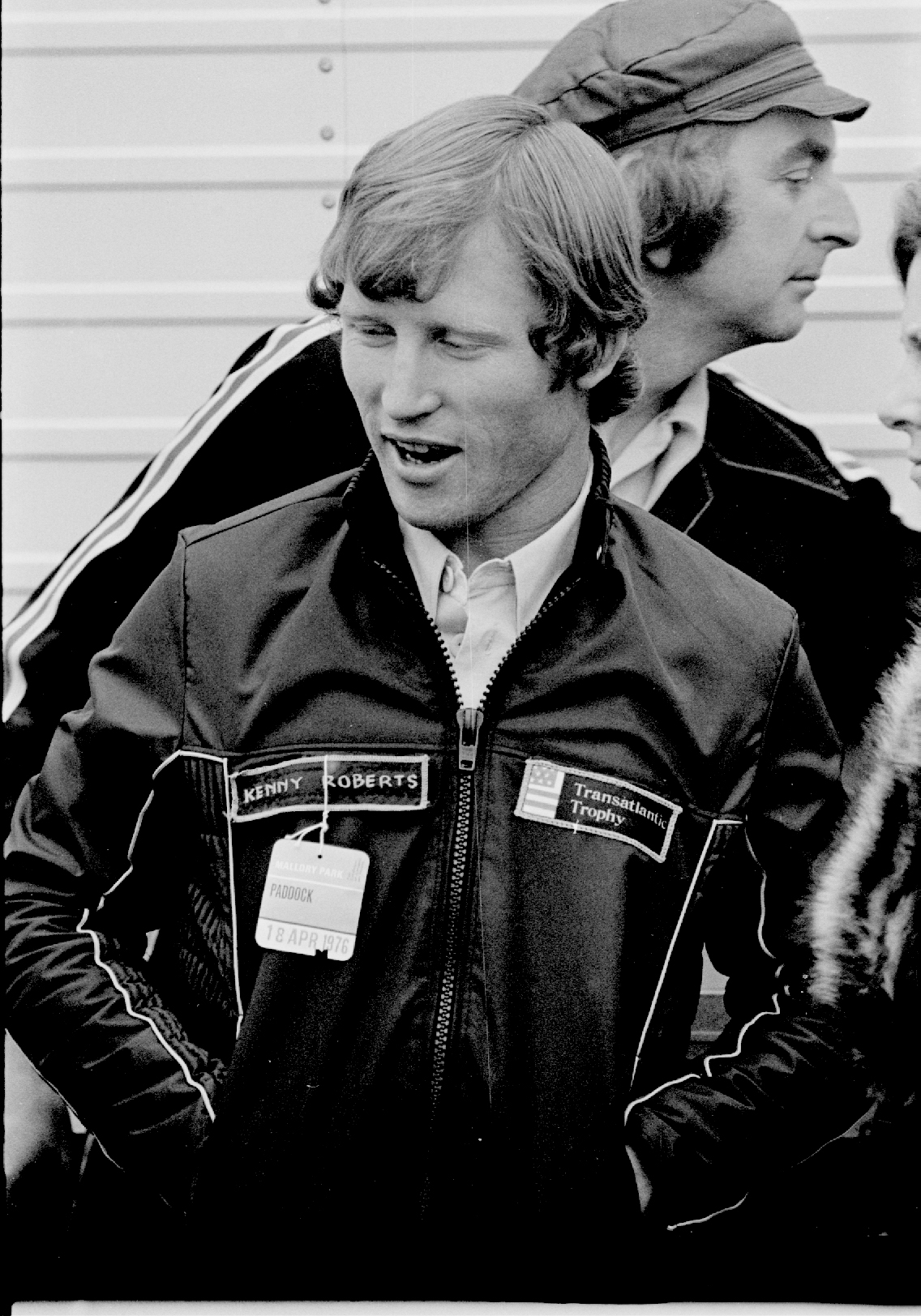
ケニー・ロバーツ（1975年）

ケニー・ロバーツが500ccクラスで3年連続チャンピオンとなった。
 
また、ロバーツが中心となり「ワールドシリーズ」構想を発表した。FIMが主催するロードレース世界選手権がアマチュア的なレースになっているため、プロのレースを開催することを目的としていた。この構想は、ワールド・スポーツ・マネジメント社を設立し、FIMとは別の世界選手権を開催するもので、バリー・シーン（1976年、1977年500ccクラス世界チャンピオン）や片山敬済（1977年350ccクラス世界チャンピオン）、フランコ・ウンチーニ（1982年500ccクラス世界チャンピオン）、マルコ・ルッキネリ（1981年500ccクラス世界チャンピオン）、ランディ・マモラ（1980年、1981年、1984年500ccクラス、ランキング2位）など、当時のトップライダーたち全員が支持した。
 
ワールドシリーズ構想の内容は、F-1クラス（500cc）とF-2クラス（250cc）の2クラスにして自主運営し、マネジメントはワールド・スポーツ・マネジメント社が担当する、というものであった。この構想は失敗したが、その原因はライダーたちのWGP全般に関する認識不足にあった。彼らはWGPの現状に対する不満を表明してこの構想を発表したが、彼らはレースの開催という興業には素人であったこと、この構想を実現するためのに行動する人材を得られなかったこと、WGPの現状の運営実態を完全に把握していなかったこと、これらがこの構想の失敗の原因である。
 
ワールドシリーズ構想は実現に至らなかったが、FIMがライダーたちに歩み寄り、賞金とスターティングマネー（出場料）の増額で落ち着いた。
1981年 - フレディ・スペンサー NR500でイギリスGPに出場
マルコ・ルッキネリ（スズキ）が500ccクラス世界チャンピオンになる。1975年ジャコモ・アゴスチーニ以来のイタリア人チャンピオンである。
 
第11戦イギリスGP（シルバーストーン）において、19歳のフレディ・スペンサーが500ccクラスでホンダNR500を走らせることになる。イギリスGPには片山敬済がNR500で出場する予定で、片山はイギリスGPに向けてNR500を仕上げている最中、完成間近になって河島喜好（社長）に呼ばれて次のように言われた。「（省略）。こちらとしては、アメリカホンダと契約しているフレディ・スペンサーに、その新しいマシンを乗せてみたいんだが、どうだろう」（河島喜好）片山もアメリカに非常に速いライダーがいることは耳にしていたので、スペンサーにNR500を譲ることにした。この時のNR500のエンジンは24,000rpmまで回すことができるのだが、ここまで回すとエンジンに耐久性がないため壊れてしまい、決勝レースの周回数の半分ももたない。そのため片山はエンジンの回転を22,000rpmに抑えて耐久性を確保するように努力していたが、それでも完走することができないエンジンであった。ところがイギリスGPでNR500を走らせたスペンサーはタコメーターを見ないで走っていた。エンジンを回せるだけ回して加速しなくなったらシフトアップする、という今までの常識では考えられない走り方をしていた。このようなエンジンの使い方をするためによく壊れたが、とにかくスペンサーは速かった。
1982年 - フランスGPボイコット、スズキ 7年連続メーカー選手権獲得、ヤマハ オーリンズと業務提携
 500ccクラス ワークスライダー、フランスGPボイコット
500ccクラスではライダーとレース主催者との間で一波乱あった。第3戦フランスGP（ノガロ）が、ほとんどのワークスライダーにボイコットされたのだ。その理由は、ノガロの路面状態が悪く安全上問題があり、またパドックの状態も悪いためである。ノガロで優勝したライダーはサンベネロを駆るフルチ（Michel Frutschi）で、1982年のランキングが14位のライダーである。
 
500ccクラスはフィンランドGP（イマトラ）とチェコスロバキアGP（ブルノ）でのレース開催はなかった。イマトラは踏切がある公道サーキットで悪評が高く、危険な場所の例としてあげられていた。そのため、高速で走行する500ccクラスはプログラムから外された。ライダーから好まれないコースであった。ブルノも当時は公道サーキットだったので、500ccクラスのレースでは危険度が大きいために数年前から開催されていなかった。
 
スズキ 7年連続メーカー選手権獲得
フランコ・ウンチーニ（→写真、スズキ）が500ccクラス世界チャンピオンになる。マルコ・ルッキネリに続いてイタリア人ライダーとスズキのマシンが2シーズンを制し、スズキは500ccクラスで7年連続でメーカー選手権を獲得する。
 
ヤマハがサスペンションメーカー オーリンズと業務提携を結ぶ。
1983年 - フレディ・スペンサーとケニー・ロバーツの死闘

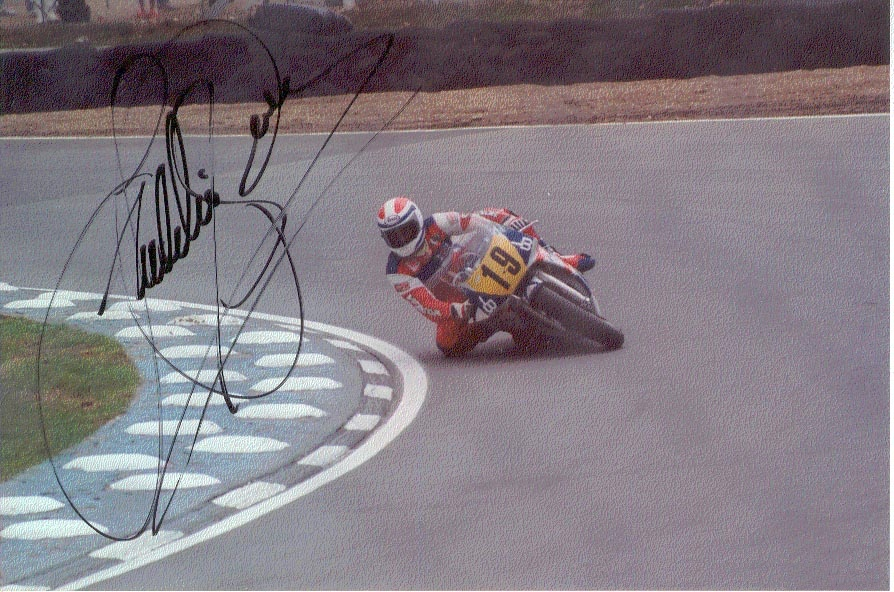
フレディ・スペンサー（ブランズ・ハッチ）

今シーズンの500ccクラスはWGPの歴史上で最も注目されるシーズンの一つ。フレディ・スペンサーとケニー・ロバーツが死闘の末、スペンサーが500ccの世界チャンピオンになる。ロバーツは今シーズンを最後にGPライダーを引退。
1984年 -
1985年 - フレディ・スペンサー 500ccクラスと250ccクラスのタイトル獲得
フレディ・スペンサーが500ccクラス（ホンダNSR500）と250ccクラス（ホンダRS250R-W）にダブルエントリーし、二つのクラスで世界チャンピオンになる。
1986年 -
1987年 - 20年ぶりに日本GP開催、スタート方式がクラッチスタートに、FIMがTV放映権の入札を検討中

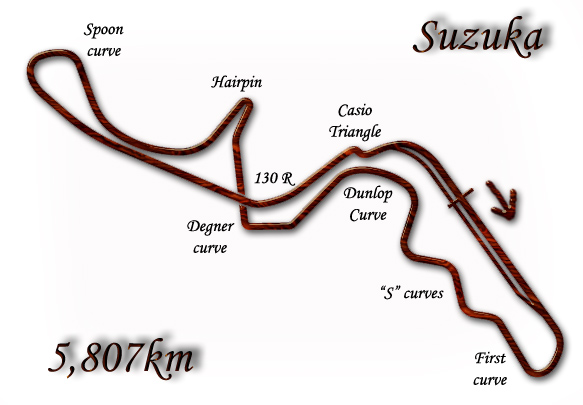
鈴鹿サーキット

日本で20年ぶりにロードレース世界選手権（WGP）が第1戦日本GPとして鈴鹿サーキットで開催される。前回の日本GPは1967年の富士スピードウェイ。
 
今シーズンからスタート方式がクラッチスタートになる。
 
FIMがWGPのテレビ放映権などの商業的権利をIRTAとROPA、そして、バーニー・エクレストンに入札で譲渡することを検討中。
1988年 -
1989年 -
1990年 -
1991年 - バーニー・エクレストンがWGPの全商業的権利を獲得
バーニー・エクレストン（TWP）がWGPのすべての商業的権利を獲得し、ドルナはエクレストンとテレビ放映権のリース契約を結び、ドルナがテレビ放映権を管理することになった。

### バーニー・エクレストン(TWP)の参入 (1992年)
1992年 - バーニー・エクレストン（TWP社長）の参入

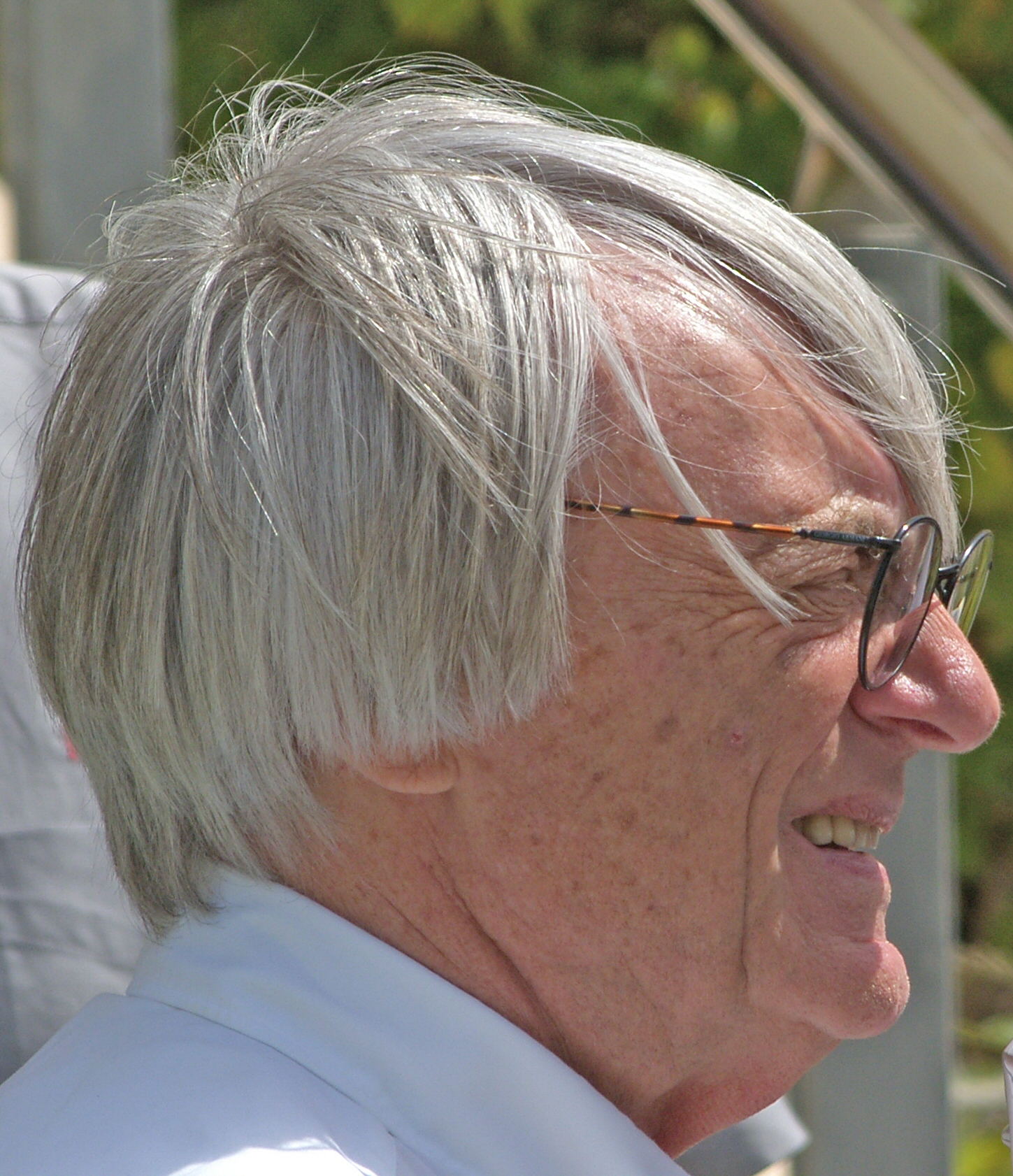
バーニー・エクレストン（2006年）

1992年にはFIMは今まで保有していたロードレース世界選手権（WGP）の権利をドルナ（DORNA）とバーニー・エクレストン（TWP社長 - Two Wheel Promotions）に分割し、同時にIRTAはすべてのチームの商業的なことを把握することになった。ドルナは5年間のテレビ放映権を獲得した。これによりWGPの実際の権限はFIMから離れ、エクレストン（TWP）が掌握することになった。エクレストンはWGPを4輪のF1のような大きな事業すべくWGPに参入し、レースの運営手法としてF1方式を導入する。これは旧態依然としたFIMの体質である金銭的なことを重視しないアマチュア的な運営方式から、ライダーやチームなどの活躍に相応わしい報酬を支払う運営方式への転換であった。エクレストンは次のように語っている。「FIMが、ライダーの要求に気づくのが遅すぎた」（バーニー・エクレストン）しかし、エクレストンはWGPファンには評判が悪く、ドイツGP（ホッケンハイム）とオランダGP/ダッチTT（アッセン）では、観客席に「エクレストン・ゴー・ホーム」（意訳「エクレストン、帰れ!」）と書かれた横断幕が出たほどである。また、ドイツGPの観客数は例年の12万人超から7万8千人にまで減少し、グランド席下部のコース側は空席が目立つような状態であった。その原因の一つが入場料の高騰である。WGPのレース主催者はエクレストン（TWP）に最低100万ドルも支払わなければならず、このことが入場料高騰の原因と考えられる。
 
当初FIMはエクレストン（TWP）に抵抗していたが、エクレストン（TWP）とIRTAがFIMに強く迫り始める。1990年にはライダーとチームの大半がIRTAと契約を結び、FIMとは別の世界選手権を開催する可能性が既に生じていた。
 
エクレストン（TWP）がWGPの運営を行うようになってからはFIM時代よりも情報公開度が下がった。ライダーやジャーナリストには把握できないこと、確かめようのないことが増えた。それはWGPのレースを私企業TWP（エクレストン）が営利目的の興業として行うようになったためと推察される。
 
このように、エクレストン（TWP）の参入によって負の面も出たが、良い面もあった。パドックを含め、サーキットの環境改善ついては以前からライダーやジャーナリストたちがレース主催者に要求しており、その間に多くの事故やライダーの死という多大な犠牲を払ってきた。レースをボイコットするなどの抗議も行って、長い年月をかけて少しずつサーキットの環境が改善されていったのだが、エクレストン（TWP）の参入によって改善速度が速まったのである。また、IRTAはエクレストン（TWP）と契約し、エクレストン（TWP）は各WGPのレースごとにIRTAに100万ドルを支払う。IRTAはその100万ドルを500ccクラスと250ccクラス、125ccクラスの各チームに分配し、各チームはこの分配金とスポンサーからの契約金でレース活動を行う。レース主催者との契約方式もF1方式となり、各レース主催者は各チームと契約を結んでレースを開催するが、この契約にはライダーは関わらず、ライダーはチームと契約する。
 
ライダーのWGP出場資格も様変りした。1991年までのFIM主導時代は、昨シーズンのランキング20位以内のライダーと2年前のシーズンのランキング5位までのライダーが優先され、その次がヨーロッパ選手権のランキング6位までのライダー、日本の場合は全日本ロードレース選手権のチャンピオン、そしてその次がWGP開催国のライセンスを持つワイルドカードライダーである。しかし、1992年からは、各チームと契約するライダーならばどのようなライダーでもレギュラーライダーとしてWGPに参戦できるようになった。WGPに出場するためのライセンスは必要だが、昨シーズン以前の成績などには左右されなくなった。レースを戦っていく上でのチームの実力やライダーの実力よりも、チームの資金力（チームにつくスポンサー）やライダーの資金力（ライダー個人につくスポンサー）が重要になった。
1993年 - ケビン・シュワンツ 500ccクラスタイトル獲得、原田哲也 250ccクラスタイトル獲得、バーニー・エクレストンがWGPの商業的権利をドルナに売却
ケビン・シュワンツ（スズキRGV500）が500ccクラスの世界チャンピオンになる。250ccクラスでは原田哲也（ヤマハTZ250M）が世界チャンピオンになり、片山敬済（1977年350ccクラス世界チャンピオン）以来、16年ぶりの日本人世界チャンピオンの誕生である。
 
バーニー・エクレストン（TWP）がロードレース世界選手権（WGP）の商業的権利をドルナに売却した。
1994年 - ミック・ドゥーハン 500ccクラスタイトル獲得

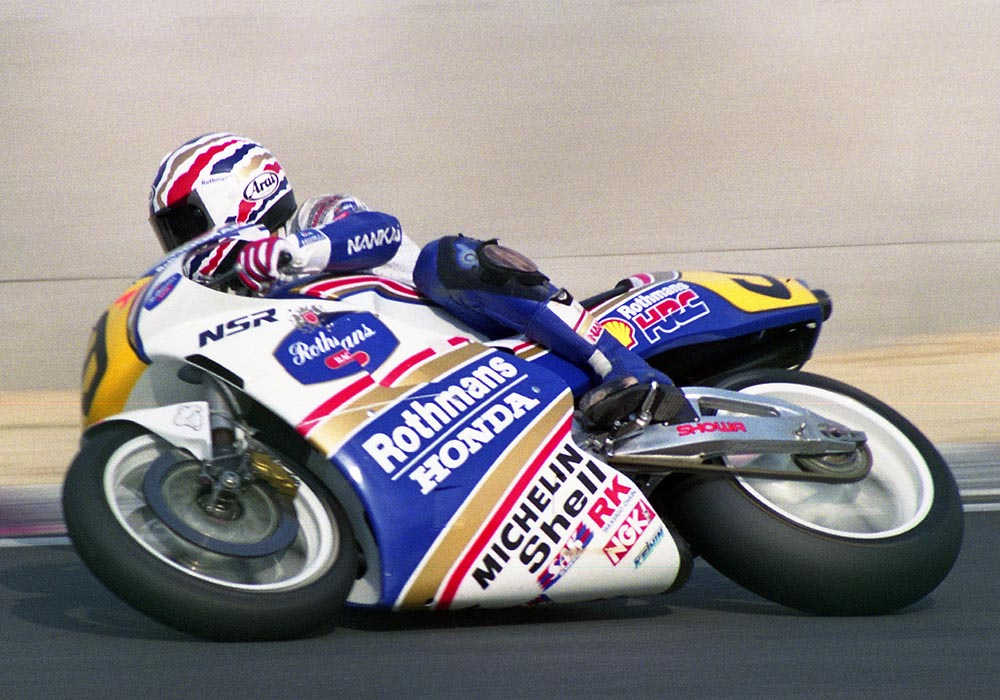
ミック・ドゥーハン（1990年日本GP、鈴鹿サーキット）

500ccクラスでミック・ドゥーハン（ホンダNSR500）が世界チャンピオンになる。ドゥーハンの500ccクラス5連覇の始まりである。
1995年 -
1996年 -
1997年 -
1998年 - ミック・ドゥーハン 500ccクラスで5連覇
ミック・ドゥーハン（ホンダNSR500）が500ccクラスで5連覇を達成する。
1999年 - アレックス・クリビーレ 500ccクラスタイトル獲得
アレックス・クリビーレ（ホンダNSR500）が500ccクラスの世界チャンピオンになり、ホンダのマシンが6年連続で500ccクラスのチャンピオンマシンとなった。
2000年 - スズキのマシンが7年ぶりに世界チャンピオンに
ケニー・ロバーツ・ジュニアがスズキRGV500を駆り、500ccクラス世界チャンピオンになる。
2001年 - 今シーズンを最後に500ccクラス廃止、ホンダが通算500勝を達成

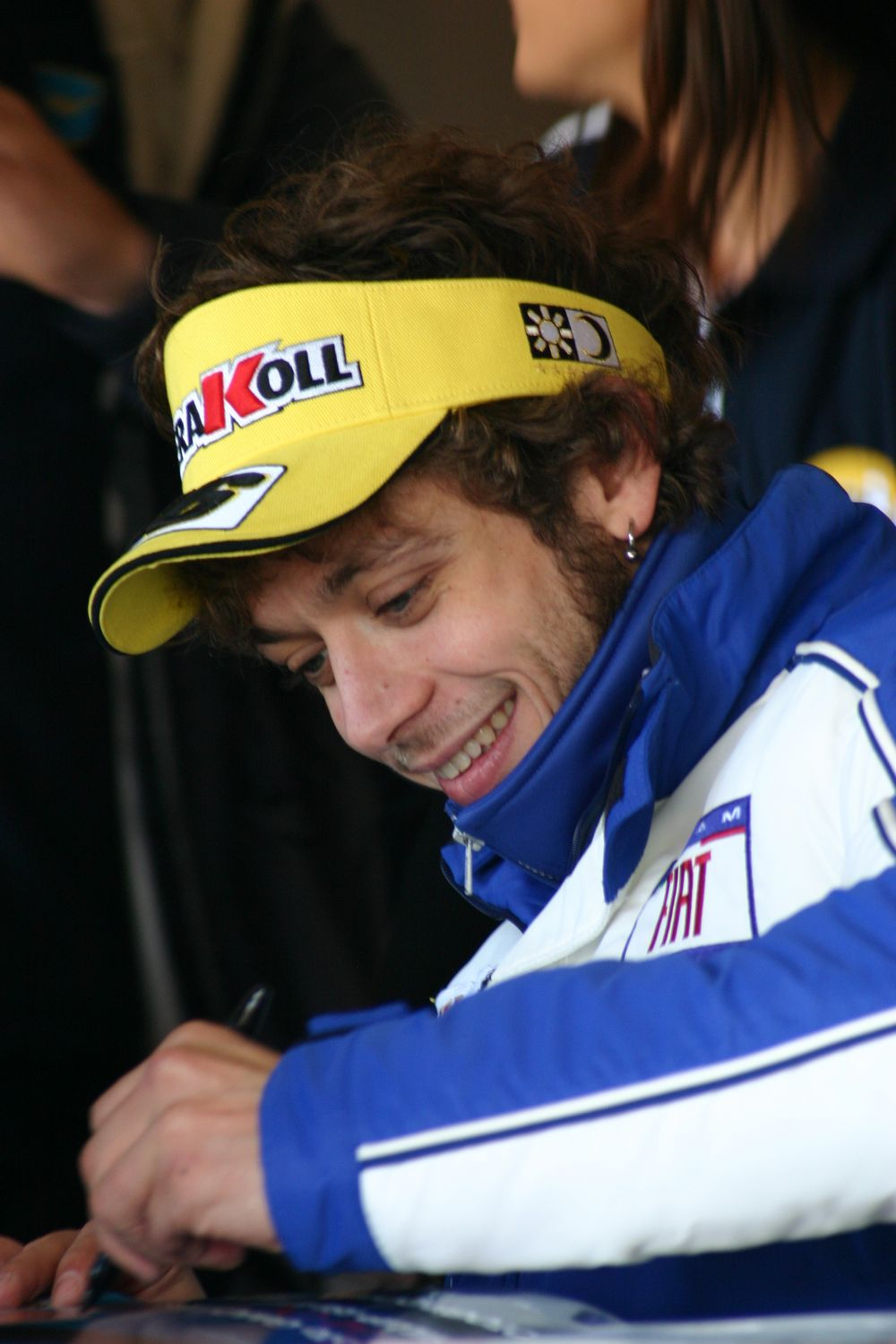
500ccクラス最後の世界チャンピオン バレンティーノ・ロッシ（2007年）

2001年シーズンを最後に500ccクラスが廃止になる。来シーズンからは500ccクラスに代わってMotoGPクラスが始まる。スズキは2002年から4ストロークマシンでMotoGPに参戦することを発表し、カワサキは2003年からMotoGPに参戦することを発表する。
 
ホンダは第1戦日本GP（鈴鹿）でロードレース世界選手権通算500勝を達成した。記念すべき500勝目は、1997年125ccクラス世界チャンピオンで1999年250ccクラス世界チャンピオンのバレンティーノ・ロッシ（ホンダNSR500）によってホンダに齎された。またロッシは今シーズンをもって廃止される500ccクラスの世界タイトルを獲得し、500ccクラス最後の世界チャンピオンとなった。

### MotoGPクラス開幕 (2002年)
2002年 - MotoGPクラス開幕

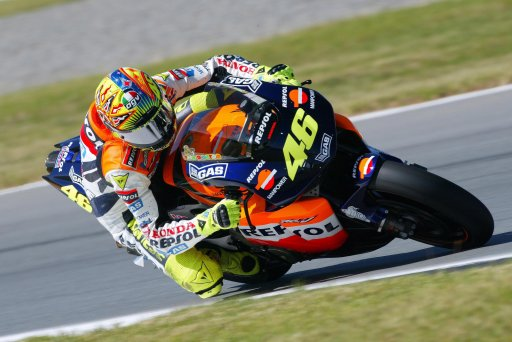
2002年MotoGPクラス世界チャンピオンのバレンティーノ・ロッシとホンダRC211V（2002年型、4ストローク990cc）

今シーズンからMotoGPクラスが開幕する。MotoGPクラスのレースは2ストローク500ccマシンと4ストローク990ccマシンの混走になる。今シーズンは4ストロークマシンが全勝する。MotoGPクラス最初の世界チャンピオンはバレンティーノ・ロッシ（ホンダRC211V、4ストローク990cc）。
2003年 - ホンダ、ヤマハ 500ccマシン製造終了
ホンダとヤマハが2ストローク500ccマシンの製造を終了。
2004年 -
2005年 - MotoGPクラスから2ストローク500ccマシンが消える
MotoGPクラスに参戦するロードレーサーが4ストロークマシンのみとなり、2ストロークマシンが消える。
2006年 - ホンダが最高峰クラスで200勝達成
ホンダがロードレース世界選手権の最高峰クラスで200勝を達成した。第8戦オランダGP/ダッチTT（アッセン）のMotoGPクラスでニッキー・ヘイデンが優勝し、ホンダに200勝目の勝利を齎した。1966年500ccクラス第1戦西ドイツGP（ホッケンハイム）でジム・レッドマンがホンダの500ccマシンに初勝利を齎してから40年後の快挙達成である。
2007年 - MotoGPクラスが800ccへ

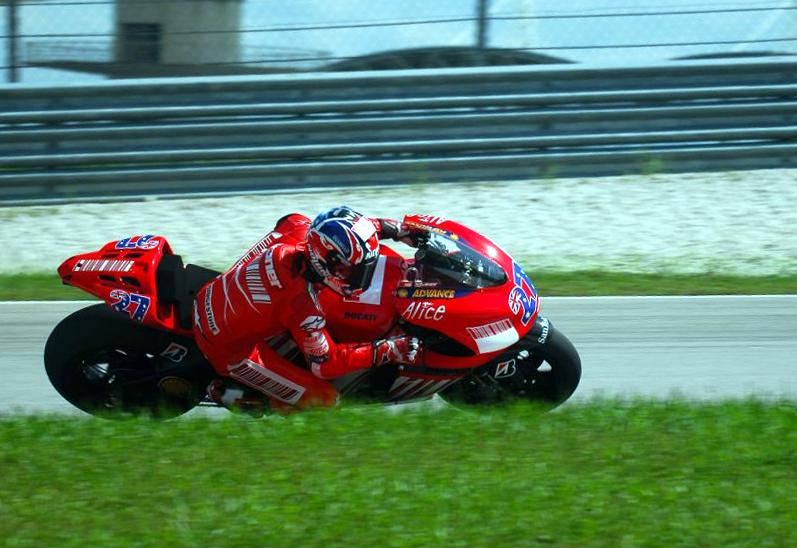
2007年MotoGPクラス世界チャンピオンのケーシー・ストーナーとドゥカティ・デスモセディチGP7（2007年型、800cc）

MotoGPクラスのエンジンの最大排気量が800ccになる。800ccMotoGPクラス最初の世界チャンピオンはケーシー・ストーナー（ドゥカティ・デスモセディチGP7、800cc）。
2008年 -
2009年 -
2010年 -
2020年 - スズキのライダーが20年ぶりの世界チャンピオンへ。
ジョアン・ミルがスズキ・GSX-RRを駆り、MotoGPクラス世界チャンピオンを獲得した。スズキにとって2000年にケニー・ロバーツ・ジュニアが500ccクラスで総合優勝して以来20年ぶりで、MotoGPクラスになってからは初めてのタイトル獲得であった。

## 関連文献
- アラン・カスカート『究極のレーサー - 時代を駆けたGPマシンたち』（初版）山海堂、1994年7月30日 第1刷発行。ISBN 978-4381076830。
- 『THE RACE FOR LEADERSHIP』(株)モータースポーツランド、1962年5月 発行。- 1961年WGP第4戦イギリスGP/マン島TTのレースレポート。
- Scott, Michael (6 Oct 2008), 60 Years of MotoGP, UK: Carlton Books Ltd, ISBN 978-1847321343
- Walker, Mick (November 2002), Mick Walker's Japanese Grand Prix Racing Motorcycles, UK: Motorbooks Intl, ISBN 978-0953131181